# وليام كويليان (تنس)
وليام كويليان (بالإنجليزية: William Quillian)‏ كان لاعب كرة مضرب أمريكي وكان يلعب باليد اليمنى. وصل إلى نهائي البطولة الأمريكية في سنة 1955 مع شريكه جيرالد موس.

## النهائيات

### الزوجي
| السنة | البطولة           | الشريك     | المنافس                | النتيجة                 |
| 1955  | البطولة الأمريكية | جيرالد موس | كوسي كامو أتسوشي مياجي | 3–6, 3–6, 6–3, 6–1, 4–6 |

## روابط خارجية
- وليام كويليان على موقع رابطة محترفي التنس (الإنجليزية)
- وليام كويليان على موقع الاتحاد الدولي لكرة المضرب (الإنجليزية)
- وليام كويليان على موقع كأس ديفيز (الإنجليزية)
- وليام كويليان على موقع أرشيف التنس.كوم (الإنجليزية)